# Sven och råttan i solsystemet
Sven och råttan i solsystemet (norska: Svein og rotta og UFO-mysteriet) är en norsk barnfilm från 2007 baserad på bokserien Sven och råttan av Marit Nicolaysen. Den är en uppföljare till Sven och råttan, från 2006. Huvudrollen som Sven spelas av Thomas Saraby Vatle, medan andra centrala roller spelas av Celine Louise Dyran Smith, Luis Engebrigtsen Bye, Rut Tellefsen och Gard B. Eidsvold.

## Handling
Sven och hans vänner måste tillbringa sommarlovet hos sin mormor på landet, vilket de inte är helt glada i. Trots att de har med sig sina råttor, Halvorsen, James Bond och Pippi, och kan tillbringa kvällarna med att titta upp mot stjärnhimlen, dämpas hela sommarupplevelsen kraftigt då de måste se på mormor placeras på ett ålderdomshem.
De gamla på ålderdomshemmet dör som flugor och mormor blir bara konstigare och konstigare i huvudet. Råttan Halvorsen uppvisar så småningom samma symptom som deras mormor och de tre barnen bestämmer sig för att det händer mystiska saker på äldreboendet.
De undersöker saken noggrant, och finner att utomjordingar gömmer sig på äldreboendet i jakt efter kunskap. Utomjordingarna har upptäckt kunskap i de gamlas själar, och det är därför mormor och de andra gubbarna blir glömska.
Barnen bestämmer sig för att kidnappa mormor för att förhindra att utomjordingarna stjäl hennes själ och tar med sig henne in i skogen, medan de jagas av både farbror Trygve, en skallgång och mystiska UFO-entusiaster. Efter ett tag uppfattar de ett mystiskt ljus från himlen, och mormor försvinner.

## Rollista
- Thomas Saraby Vatle – Svein
- Luis Engebrigtsen Bye – Dan
- Celine Louise Dyran Smith – Melissa
- Rut Tellefsen – deras mormor
- Gard B. Eidsvold – Trygve
- Liv Bernhoft Osa – Dora
- Marius Njølstad – Ronny
- Ferdinand Falsen Hiis – Børre
- Inger Johanne Ravn – Øyvor
- Helge Hansen – Treige Trygg
- Vera Jenkins – Gerd
- Finn Hoenvoll – lomhörd gamling
- Randi Helland – TV-reporter